# Joeri Afonin

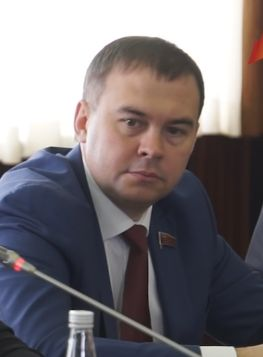

Joeri Vjatsjeslavovitsj Afonin (Russisch: Юрий Вячеславович Афонин) (Toela, 12 maart 1977) is een Russische politicus en zit in het Staatsdoema voor de Communistische Partij van de Russische Federatie.
- Gemeinsame Normdatei: 1078425108
- Virtual International Authority File: 312144782959560297899
- WorldCat: E39PBJkMM8tCvcH3x4vDp7VV4q